# Andreas Krieger
Andreas Krieger, nato come Heidi Krieger (Berlino Est, 20 luglio 1966), è un ex pesista e discobolo tedesco, militante nella nazionale della Germania Est.

## Biografia
Cominciò la carriera a 13 anni, iscrivendosi a una scuola per giovani atleti affiliata alla Dynamo Sports Club and Boarding School, sponsorizzata dalla Stasi. Nel 1981, a 15 anni aveva già un fisico possente, ed era in grado di lanciare il peso ad oltre 14 metri, arrivò poi a 16 metri nel 1982, per arrivare due anni dopo a 20 metri. A 18 anni Heidi aveva una voce profonda e l'aspetto di un ragazzo. Nel 1986 vinse la gara di getto del peso femminile ai Campionati europei di atletica leggera a Stoccarda con un lancio di 21,10 metri.
Nel 1991 per problemi fisici la sua carriera si avviò al termine. Durante la sua carriera le furono somministrate, come accadde a molti atleti della Germania Est, sostanze dopanti, come l'Oral-Turinabol uno steroide prodotto dalla Jenapharm, azienda di Stato: i documenti scoperti dopo la caduta del muro di Berlino dimostrano che alla Krieger ne furono somministrati, in un anno (il 1986), 2.590 milligrammi.
Krieger cominciò a sviluppare tratti prettamente maschili, anche a causa degli effetti collaterali causati dalle sostanze dopanti. Nel 1997 si sottopone all'intervento per cambiare sesso, assumendo successivamente il nome Andreas. Krieger è sposato con l'ex nuotatrice Ute Krause.

## Palmarès
| Anno | Manifestazione   | Sede         | Evento           | Risultato | Misura  | Note                          |
| ---- | ---------------- | ------------ | ---------------- | --------- | ------- | ----------------------------- |
| 1983 | Europei juniores | Schwechat    | Getto del peso   | Oro       | 18,06 m |                               |
| 1983 | Europei juniores | Schwechat    | Lancio del disco | Oro       | 60,14 m |                               |
| 1984 | Europei indoor   | Göteborg     | Getto del peso   | Bronzo    | 20,18 m |                               |
| 1986 | Europei indoor   | Madrid       | Getto del peso   | Argento   | 20,21 m |                               |
| 1986 | Europei          | Stoccarda    | Getto del peso   | Oro       | 21,10 m | Miglior prestazione personale |
| 1987 | Europei indoor   | Liévin       | Getto del peso   | Argento   | 20,02 m |                               |
| 1987 | Mondiali indoor  | Indianapolis | Getto del peso   | 4ª        | 20,00 m |                               |